# فؤاد بطرس
فؤاد بطرس، وزير الخارجية اللبناني السابق في عهد الرئيس إلياس سركيس. تولى وزارات عديدة منذ عهد الرئيس فؤاد شهاب الذي انتخب عام 1958. وتولى عدة وزارات في عهد الرؤساء المعروفين بالشهابيين (فؤاد شهاب، شارل حلو، إلياس سركيس). قال نعوم سركيس عن مذكرات بطرس المنشورة «إن مذكرات فؤاد بطرس (...) يجب أن يقرأها كل مواطن لبناني أيا يكن انتماؤه الطائفي والمذهبي ويجب ان يقرأها كل سياسي سابق أو حالي أو كل طامح لأن يكون سياسياً. ويجب ان تقرأها الدوائر المعنيّة في الدول الشقيقة والصديقة والعدوة التي تعاطى معها لبنان في شكل أو في آخر سواء أثناء الحرب أو بعد انتهائه» .

## روابط خارجية
- فؤاد بطرس على موقع مونزينجر (الألمانية)